# Војин Димитријевић
Војин Димитријевић (Ријека, 9. јул 1932 — Београд, 5. октобар 2012) био је српски универзитетски професор, јавни интелектуалац, борац за људска права и један од најугледнијих српских стручњака за међународно право и међународне односе. Професор Димитријевић био је дугогодишњи директор Београдског центра за људска права, члан Института за међународно право (Institut de Droit international), почасни доктор Универзитета Макгил (Монтреал, Канада) и Универзитета Кент (Кентербери, Велика Британија), и носилац француског ордена Легије части.

## Биографија
Професор Димитријевић рођен је 9. јула 1932. године у Ријеци (у то време Краљевина Италија, данас Хрватска).
Дипломирао је 1956. године, а докторирао 1965. године на Правном факултету Универзитета у Београду, где је радио као наставник од 1960. до 1998. Превремено је пензионисан 1998. у звању редовног професора због противљења новом Закону о универзитету. Од 1995. био је директор Београдског центра за људска права, а од 2005. професор Правног факултета Универзитета Унион у Београду. Димитријевић је био и гостујући професор на универзитетима у Сплиту, Сарајеву, Вирџинији (САД), Ослу (Норвешка) и Лунду (Шведска).
Од 2000. био је члан Венецијанске комисије Савета Европе за демократију путем права, а од 2001. је члан Сталног арбитражног суда у Хагу. Био је комесар Међународне комисије правника од 2003, а од 2006. и члан њеног извршног одбора. Био је члан и потпредседник Комитета за људска права Уједињених нација (1983-1994) и судија ad hoc Међународног суда правде (2001-2003).
Професор Димитријевић био је и председник Југословенског удружења за међународно право (2001-2003), као и члан Савета за борбу против корупције при Влади Републике Србије (2001-2004). Један је од оснивача Форума за међународне односе (основаног 1995) и Балканског политичког клуба (основаног 2001), а био је и члан Српског ПЕН центра (од 1986).

## Смрт
Професор Димитријевић изненада је преминуо у Београду 5. октобра 2012. године. Сахрањен је 10. октобра 2012. године у Алеји заслужних грађана на Новом гробљу у Београду.